# Stenostephanus guerrerensis
Stenostephanus guerrerensis är en akantusväxtart som beskrevs av T.F Daniel. Stenostephanus guerrerensis ingår i släktet Stenostephanus och familjen akantusväxter. Inga underarter finns listade i Catalogue of Life.